# إرنست جي. سمول
إرنست جي. سمول (بالإنجليزية: Ernest G. Small) هو ضابط أمريكي، ولد في 5 نوفمبر 1888 في والثام في الولايات المتحدة، وتوفي في 27 ديسمبر 1944 في بروكلين في الولايات المتحدة.